# 王范乡
王范乡，是中华人民共和国山西省运城市盐湖区下辖的一个乡镇级行政单位。

## 行政区划
王范乡下辖以下地区：
王范村、坡东村、张董村、刘村庄村、姚张村、霍赵村、姚张庄村、公村、下马村、郑村、西庄村、杜东庄村和王范庄村。